# Houston Open 1979
Lo Houston Open 1979 è stato un torneo di tennis giocato su terra verde. È stata la 9ª edizione dello Houston Open, che fa parte del Colgate-Palmolive Grand Prix 1979. Il torneo si è giocato a Houston negli USA, dal 16 al 24 aprile 1979.

## Campioni

### Singolare maschile
José Higueras ha battuto in finale  Gene Mayer con il punteggio di 6–3 2–6 7–6

### Doppio maschile
Gene Mayer /  Sherwood Stewart hanno battuto in finale  John Alexander /  Geoff Masters con il punteggio di 6–1, 5–7, 6–4